# HD 82785
HD 82785 är en dubbelstjärna belägen i den södra delen av stjärnbilden Luftpumpen. Den har en skenbar magnitud av ca 6,43 och kräver åtminstone en handkikare att kunna observeras. Baserat på parallaxmätning inom Hipparcosuppdraget på ca 13,3 mas, beräknas den befinna sig på ett avstånd på ca 244 ljusår (ca 75 parsek) från solen. Den rör sig bort från solen med en heliocentrisk radialhastighet på ca 25 km/s.

## Egenskaper
Primärstjärnan HD 82785 A är en gul till vit underjättestjärna av spektralklass F2 IV/V. Den har en massa som är ca 1,7 solmassor, en radie som är ca 2,4 solradier och har ca 12 gånger solens utstrålning av energi från dess fotosfär vid en effektiv temperatur av ca 6 900 K.